# Dänisches Eisenbahnmuseum
Das Dänische Eisenbahnmuseum (dänisch Danmarks Jernbanemuseum) befindet sich in Odense. Es ist das größte Eisenbahnmuseum in Skandinavien mit einer Ausstellungsfläche von 10.000 m². Das Museum ist als Stiftung organisiert.

## Geografische Lage
Das Museum befindet sich im ehemaligen Bahnbetriebswerk der DSB nördlich des Hauptbahnhofs von Odense in der Dannebrogsgade. Hier nutzt es einen Ringlokschuppen mit Nebengebäuden und ein großes Freigelände als Außenanlage. Das Eisenbahnmuseum unterhält darüber hinaus Standorte in Kopenhagen, in der Zentrale der DSB, und Randers (seit 2014).

## Geschichte

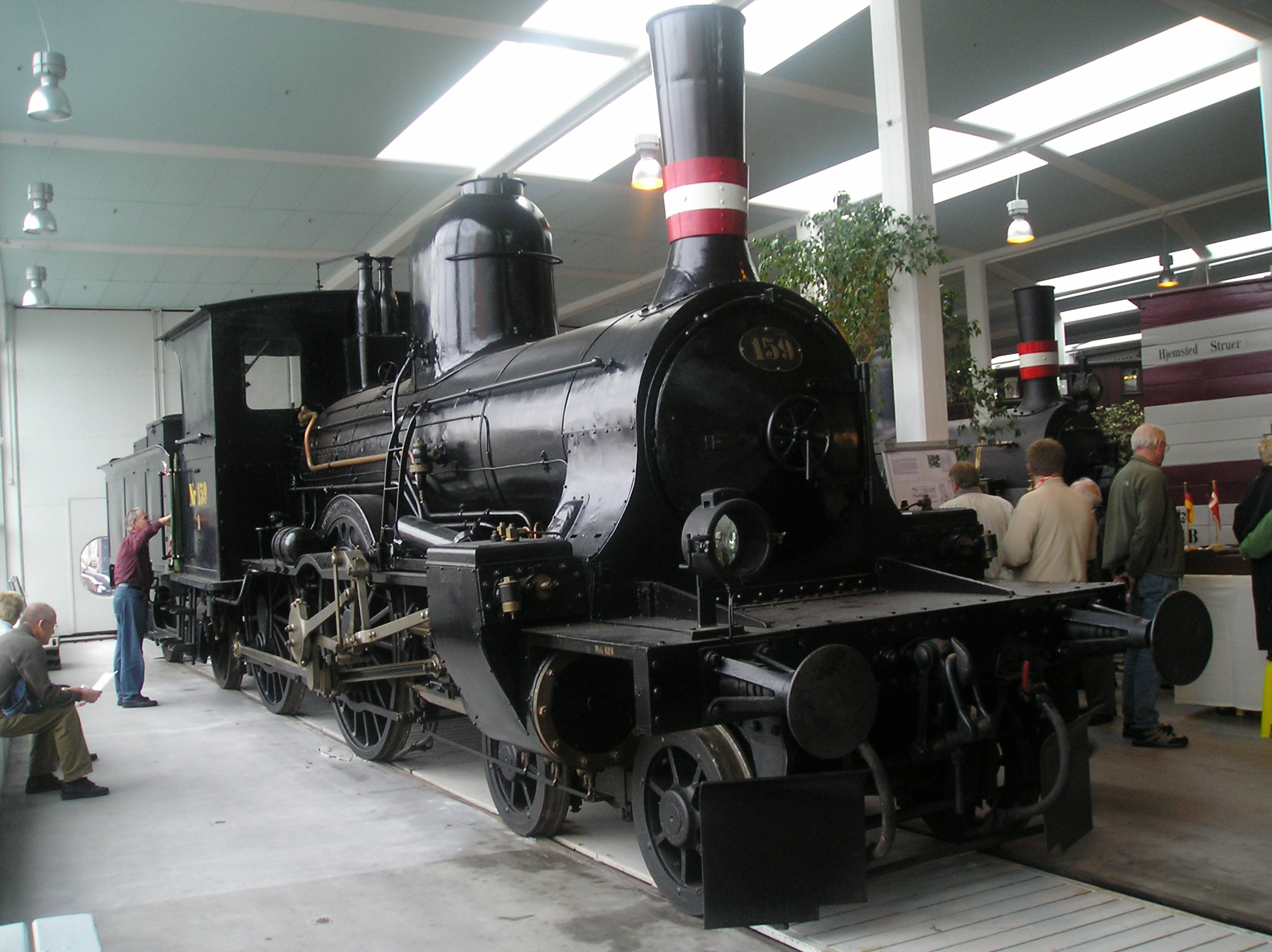
A 159

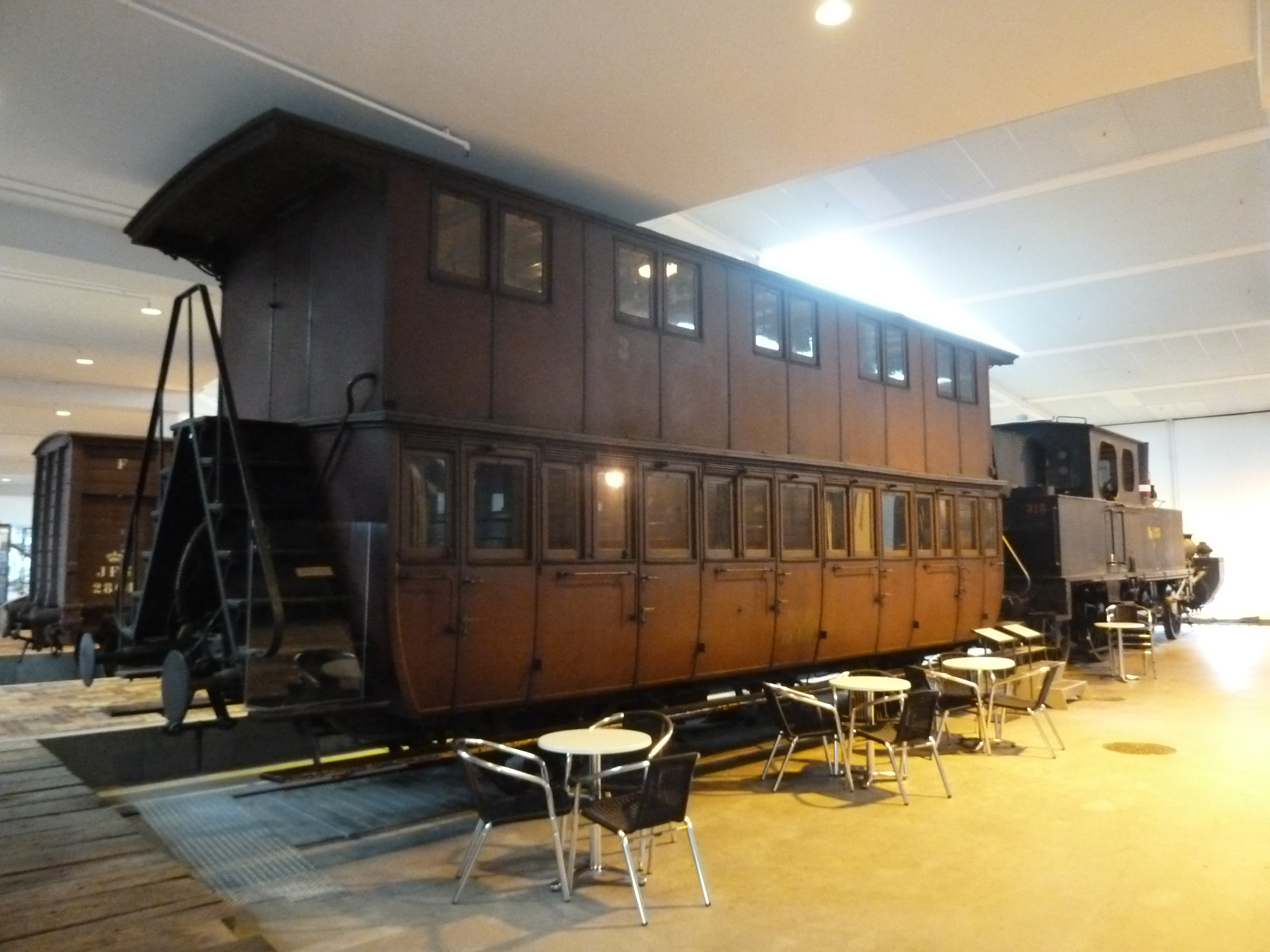
Doppelstockwagen aus dem Kopenhagener Nahverkehr

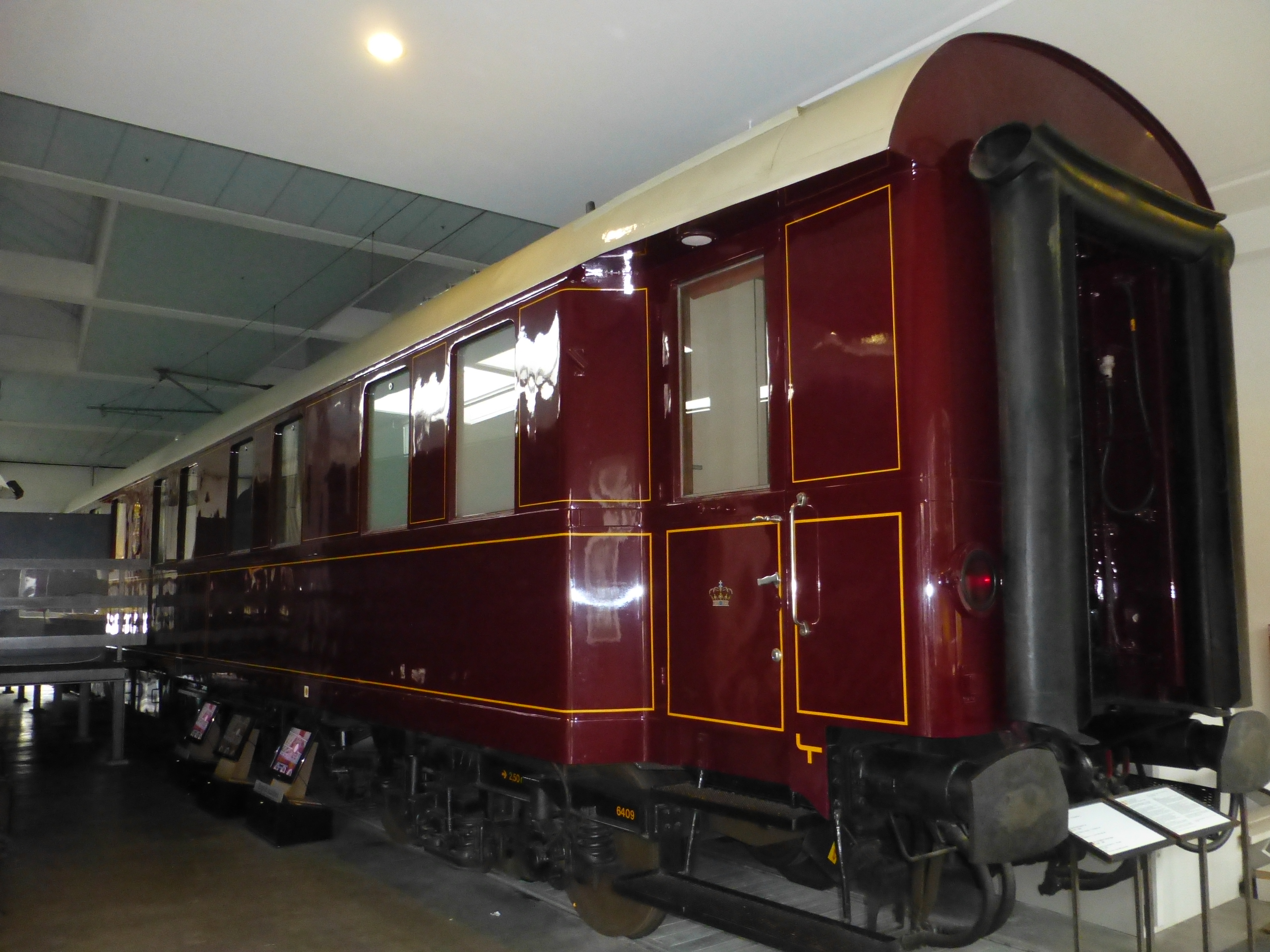
Königlicher Salonwagen

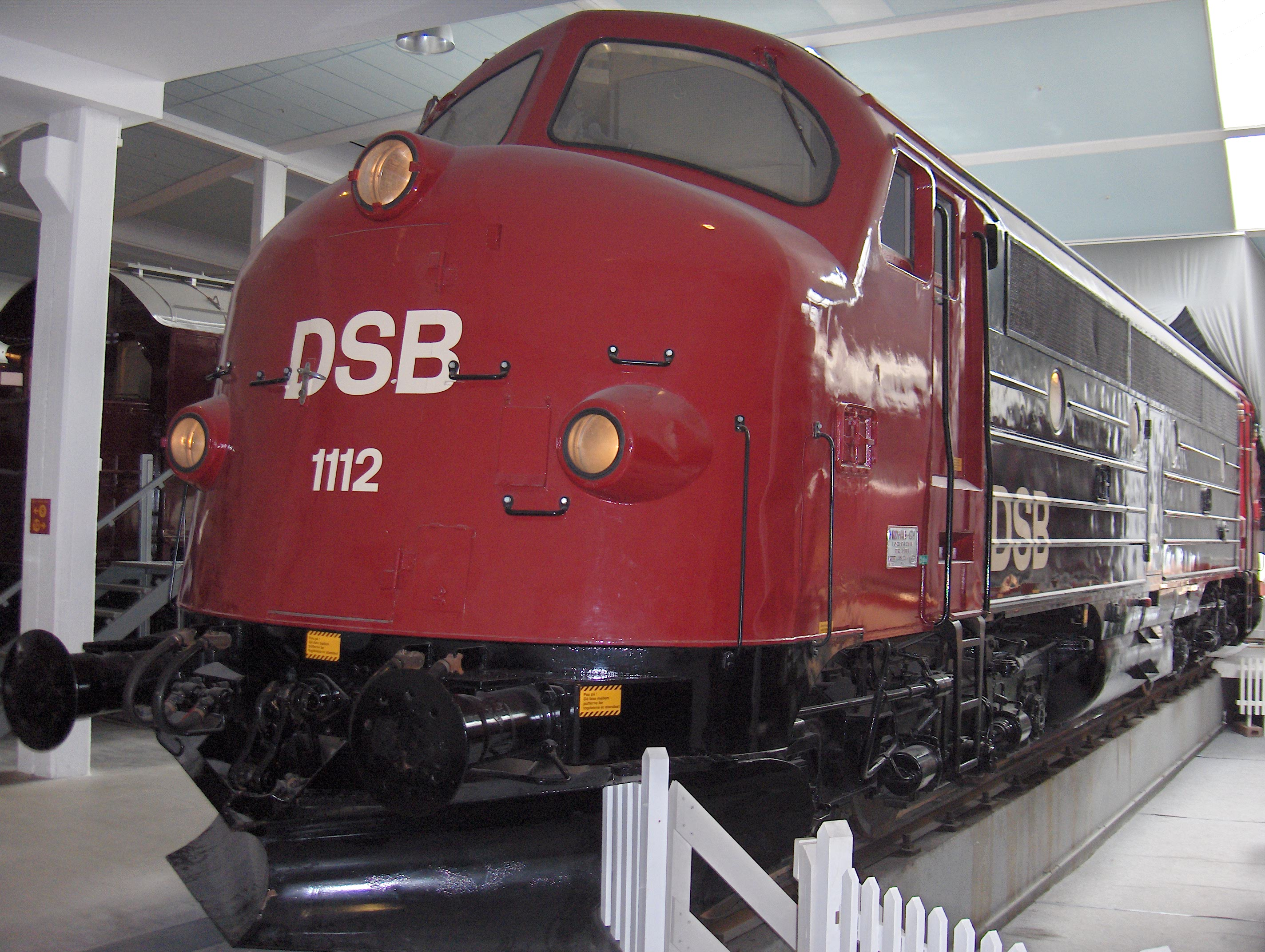
1112 der Baureihe My

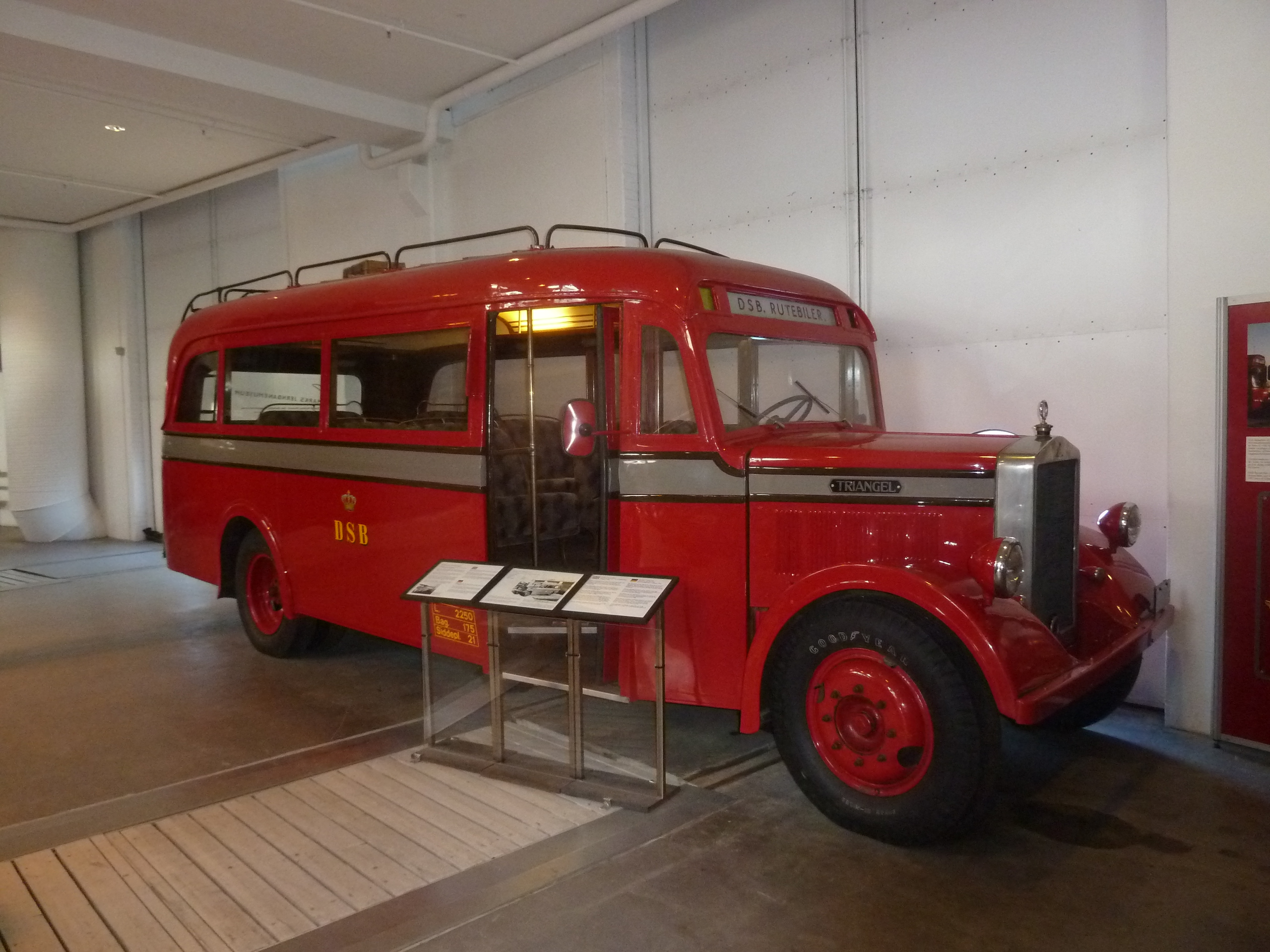
Bus der DSB, herstellt von Triangel

Das Museum entstand aus einer Sammlung von Gegenständen, die DSB-Mitarbeiter bereits in den Jahren vor 1900 aufbewahrten. 1904 begann A. L. Ohmeyer damit, umfassend auch Bilder, Fotografien, Bücher und weitere Unterlagen zur dänischen Eisenbahn zu sammeln und machte sie 1915 im Industrieverein in Kopenhagen öffentlich zugänglich. Ab dem Haushaltsjahr 1918/19 wurde im Rahmen der Mittel für die DSB ein kleiner Betrag für ein Eisenbahnmuseum in das Haushaltsgesetz aufgenommen. Das Dänische Eisenbahnmuseum hat daher kein genaues Gründungsjahr. Ab 1931 war das Museum am Hauptsitz der DSB in der Kaserne Sølvgade in Kopenhagen auf dem Dachboden untergebracht. Erst ab diesem Jahr wurde damit begonnen, auch historische Fahrzeuge zu sammeln. Das erste war die für die Jysk-Fyenske Jernbaner gebaute Rangierlokomotive Gamle Ole (B 45) von 1869. Weitere Fahrzeuge kamen hinzu. Da diese nicht auf dem Dachboden der Eisenbahnhauptverwaltung untergebracht werden konnten, mussten sie zunächst landesweit verstreut in verschiedenen Lokschuppen untergestellt werden.:2
Ab 1965 reifte die Idee, den großen Ringlokschuppen des Bahnbetriebswerks in Odense als Standort für das Museum zu nutzen, der erst 1954 für die DSB und die nordfünischen Privatbahnen errichtet worden war.:2f Das Museum übernahm ihn 1975 teilweise, ab 1988 einen weiteren Teil und in den Folgejahren schließlich komplett.

## Ausstellung

### Ringlokschuppen
Der Ringlokschuppen hat 21 Gleise, von denen 19 genutzt werden, um Fahrzeuge auszustellen und zwei der museumseigenen Werkstatt dienen.:4f Gezeigt werden etwa 50 Lokomotiven und Eisenbahnwagen aus allen Epochen der dänischen Eisenbahngeschichte. Darunter befinden sich die älteste erhaltene Lokomotive Dänemarks, H 40, von 1868:3, eine Dampflokomotive der Baureihe E von 1950, die größte je in Dänemark gefertigte Dampflokomotive, eine Diesellokomotive der Baureihe MY (II), ein Wagen eines S-Bahn-Zugs aus Kopenhagen aus den 1930er Jahren und ein Schnelltriebwagen des Typs MA aus den 1950er Jahren. Weiter wird der Nachbau der ersten Dampflokomotive, Odin, von 1846 gezeigt, die auf der Strecke Kopenhagen–Roskilde verkehrte.
Auf den Gleisen 13 – 15 werden mehrere Salonwagen des dänischen Königshauses ausgestellt.:4 Das sind im Einzelnen:
- Schleswiger Königswagen von 1854 für König Frederik VII.
- Salonwagen S 1 von 1871 für König Christian IX.
- Salonwagen S 8, ebenfalls für König Christian IX., König Friedrich VIII. und König Christian X.
- Salonwagen S 1, für König Christian X., König Frederik IX. und Königin Margrethe II.

Zu sehen sind auch die ersten in der Hauptstadt Ende des 19. Jahrhunderts eingesetzten doppelstöckigen Personenwagen.
Eine umfangreiche Sammlung zeigt zahlreiche Modelle von Eisenbahnfährschiffen aus allen Epochen.:7 Im Ausstellungssegment „Abteil der Träume“ werden internationale Bahnreisen aus Dänemark nach Süden in den 1970er Jahren präsentiert: zum einen die Fahrt im Schlafwagen der Compagnie Internationale des Wagons-Lits (CWL), zum anderen per Interrail.:6
Auf der Galerie im Ringlokschuppen werden einzelne Themen in ihrer historischen Dimension von 1847 bis 1997 dargestellt. Breiten Raum nehmen die Querungen von Großem und Kleinem Belt, die Sicherheit und Eisenbahnunfälle ein.:7

### Freigelände
In der „Dronning Louises Station“ (Königin-Louise-Bahnhof), einem als Bahnsteig mit Überdachung gestalteten Bereich werden wechselnd historische Fahrzeuge ausgestellt. Von hier fährt während der Schulferien ein mit einer Dampflokomotive bespannter Pendelzug auf einem kurzen Gleisstück im Freigelände. Im Freigelände befinden sich auch, voll funktionsfähig, ein Wasserkran und eine Bekohlungsanlage, um die Dampflokomotiven zu versorgen.:8

### Bibliothek / Archiv
Ferner ist eine Bibliothek mit Fachliteratur über Eisenbahnen im In- und Ausland sowie eine umfangreiche Fahrplansammlung vorhanden. Diese sind nur nach vorheriger Vereinbarung zugänglich.:7

### Umgang mit dem Museumsbestand
Nach neueren Plänen des Museums sollen aus Kostengründen von den rund 300 aufbewahrten historischen Eisenbahnfahrzeugen die Hälfte verschrottet werden, darunter auch die R 946. Sie soll als Ersatzteilspender für die in Dänemark gebaute Dreizylinderlokomotive R 963 verwendet werden. Zudem sollen von jeder Epoche nur die wichtigsten Fahrzeuge im Museumsbestand bleiben. Von der Erhaltung jeder noch vorhandener Baureihe soll Abstand genommen werden. Die bis 2019 verschrotteten oder anderweitig abgegebenen Fahrzeuge sind in einem Schreiben des Museums aufgelistet.

### Magazin Marslev
Nördlich des Bahnhofs Marslev, etwa 12 km östlich von Odense, hat das Museum eine rund 10.000 m² große Magazinhalle mit über 3 km Gleisen und Anschluss an das Eisenbahnnetz bauen lassen. Die Finanzierung des rund 53 Mio. DKK umfassenden Projekts erfolgte teilweise durch einen Zuschuss von DSB sowie durch eine Spende der Aage und Johanne Louis-Hansen-Stiftung in Höhe von 8,1 Mio. DKK. Der Bau der Halle begann im Jahre 2023. Diese ist 235 m lang und 40 m breit. Die Frontseite verfügt über drei breite Tore. Ein breiter Gleisfächer und zwei Kilometer Schienen verbinden die Halle mit dem Bahnhof Marslev. Bei den Gleisen handelt es sich größtenteils um recycelte Materialien, da Schienen und Weichen aus Gleisumbauten von Banedanmark in verschiedenen Teilen des Landes stammen.
Die Halle entstand auf einem 2020 zu diesem Zweck erworbenen Grundstück nördlich von Vøjremosegyden in Marslev. Auf den neun Gleisen mit einer Gesamtlänge von rund 2,1 km innerhalb der Halle ist Platz für rund 150 Wagen und Lokomotiven. Die Halle wird ausschließlich zur Lagerung der Sammlung genutzt, da strenge Brandschutzauflagen und Sicherheitsbedenken keinen öffentlichen Zugang zur Halle ermöglichen. An einer Seite der Halle wurde ein Panoramafenster eingebaut, das einen Einblick in die Halle ermöglicht. Die Anlage wird noch mit Werkstätten, einem Ersatzteillager und einem Magazin für Kleinteile erweitert.
Am 28. Juni 2024 wurden bereits die ersten Exponate aus Randers in die Halle gebracht, zwischen 13. und 18. Juli folgten 80 Einheiten aus Randers. Der gesamte Umzug wird spätestens 2025 abgeschlossen sein.

## Wissenswert
Beschriftungen zu den Exponaten und Erläuterungen sind fast durchgängig dreisprachig verfasst: Dänisch, Englisch und Deutsch.
Im Sommer dreht eine Gartenbahn auf dem Freigelände ihre Runden. Im Winter können deren Fahrzeuge auf einem kurzen Gleisstück im Ringlokschuppen pendeln.:4, 5, 8 Das Museum unterhält auch einen Museumszug für Fahrten auf dem Netz der DSB.